# Colobothea hondurena
Colobothea hondurena là một loài bọ cánh cứng trong họ Cerambycidae.